# Ширвиндт, Евсей Густавович
Евсе́й Гу́ставович Ши́рвиндт (первоначальное отчество Гдальевич; 31 мая 1891, Киев — 23 сентября 1958, Москва) — советский государственный деятель, криминолог, учёный-правовед в сфере уголовно-исполнительного права, первый начальник Главного управления мест заключения Народного комиссариатa юстиции РСФСР. Доктор юридических наук, профессор.

## Биография
Родился 19 мая (по старому стилю) 1891 года в Киеве в семье врача Гдаля (Густава) Моисеевича Ширвиндта (1861—?), выпускника Виленской 1-й гимназии 1881 года; мать — Гесся (Анна) Липовна  Ширвиндт (урождённая Членова). Семья переехала в Одессу, когда он был ребёнком. В 1910 году окончил гимназию в Одессе, а в 1914 году — юридический факультет Императорского Новороссийского университета там же. В 1915 году поступил на медицинский факультет Московского университета, но в 1917 году бросил учёбу, приняв участие в революционной деятельности.
В 1917—1918 годах — член партии левых эсеров. В 1917 году работал в юридическом отделе Петроградского Совета и Центрофлота, в октябре—ноябре 1917 года состоял помощником для особых поручений при Петроградском военно-революционном комитете и верховном главнокомандующем Н. В. Крыленко, затем — заведующий секретариатом Учредительного собрания. 
В 1917—1919 годах секретарь Наркомюста РСФСР, член кассационного суда, член коллегии обвинителей при Верховном трибунале. В 1918 году разработал Инструкцию о порядке содержания заключённых в Трубецком бастионе Петропавловской крепости. 
В 1918—1921 годах — член коллегий Наркомюста РСФСР, затем УССР и Всеукраинской ЧК, член Малого Совнаркома УССР. Член РКП(б) с 1919 года (исключён в 1938 году). В 1919—1920 годах — военком Военно-топографического управления Всероглавштаба.
С 1921 года — профессор кафедры уголовного права 1-го Московского университета (МГУ). В 1925—1931 годах возглавлял организованный им Государственный институт по изучению преступности и преступника (ГИИП) и пенитенциарную секция этого института. Был редактором всех четырёх выпусков трудов ГИИП «Проблемы преступности» (1926—1929). В 1926 году руководил проектом новой редакции Исправительно-трудового кодекса РСФСР. В 1929 году решением Учёного совета Наркомпроса РСФСР Е. Г. Ширвиндту было присвоено звание профессора по специальности «уголовное право».
В 1922 году — начальник Центрального исправительно-трудового отдела Наркомюста РСФСР, в 1922—1931 годах — начальник Главного управления мест заключения (ГУМЗ) ЦИТО Наркомюста РСФСР (вошедшего в НКВД РСФСР), одновременно являясь членом коллегии НКВД РСФСР, начальником Главного управления конвойной стражи НКВД РСФСР (позже Центрального управления конвойной стражи (ЦУКС) при СНК СССР) и первым начальником войск конвойной стражи СССР РККА (1925—1932). Был членом редколлегии журнала НКВД «Административный вестник».
В 1931—1933 годах — начальник военизированной охраны и мобилизационного управления Наркомата водного транспорта СССР, а также Экспедиции подводных работ особого назначения (ЭПРОН), занимавшейся подъёмом затонувших судов и аварийно-спасательными работами, был членом коллегии Наркомвода СССР. В 1933—1938 годах работал в Прокуратуре Союза ССР — старший помощник Прокурора Союза ССР по надзору за тюрьмами и исправительно-трудовыми лагерями НКВД СССР, полковник юстиции.
В 1938 году арестован, осуждён по статье 58-8 и 58-11 к 10 годам исправительно-трудовых лагерей. Отбывал срок в Краслаге. Его жена и пасынок также были репрессированы. В 1947 году заключение было заменено на ссылку, руководил культбригадой и выступал её солистом-скрипачом, работал юрисконсультом леспромхоза в Красноярском крае. После освобождения в 1948 году работал скрипачом в Александрове Владимирской области. В 1949 году решением Особого совещания при МГБ СССР, в соответствии с Указом Президиума Верховного Совета СССР от 21.02.1948 г. повторно арестован и направлен в ссылку в посёлок Абан Красноярского края, где играл на скрипке в районном доме культуры (где был известен как «Евсей-скрипач») и работал юрисконсультом в леспромхозе и маслопроме.
После возвращения из ссылки в октябре 1954 года и реабилитации в 1955 году работал старшим научным сотрудником научно-исследовательского отдела Спецбюро исправительно-трудовых колоний ГУЛАГа МВД СССР.
Основные научные труды — в области криминологии, уголовного и исправительно-трудового права. Автор более ста научных работ по пенитенциарному законодательству, нескольких монографий и переиздававшегося учебника «Советское исправительно-трудовое право» (1927, 1931, 1957, совместно с Б. С. Утевским). 
Умер в 1958 году в Москве (по другим данным на отдыхе в Пятигорске).

## Семья
- Брат — Анатолий Густавович (Теодор Гдальевич) Ширвиндт (1896—1961), скрипач и музыкальный педагог, отец актёра Александра Ширвиндта.
- Брат — Борис Густавович (Гдальевич) Ширвиндт (1896—1966), педиатр-инфекционист, доктор медицинских наук.
- Жена — Варвара Акимовна Мойрова (1890—1951), деятель российского революционного движения, председатель Всероссийского общества Красного Креста и Полумесяца в 1935—1937 годах.
  - Сын — Борис Евсеевич Ширвиндт, педагог-методист, директор детского интерната, доктор педагогических наук, автор пособий по организации пионерского движения, в том числе «Воспитание в пионерском отряде: вопросы содержания и методики работы» (1968), «Педагогический дневник Пионерской дружины имени А. С. Макаренко» (1969), «Пионерская работа в школе: сборник материалов в помощь классному руководителю» (1972), «Система деятельности пионерской дружины» (1975), «Лучший путь воспитать коммунаров» (1980), «Воспитательная деятельность пионерской организации: вопросы методики» (1982), «Взаимодействие школы, семьи, детских, молодёжных организаций и общественности в коммунистическом воспитании учащихся» (1985).
  - Дочь — Майя Евсеевна Ширвиндт.

## Публикации
- Наше исправительно-трудовое законодательство (с Д. И. Курским). М.: Юридическое издательство НКЮ РСФСР, 1925.
- Что нужно знать заключённому: права и обязанности (с Б. С. Утевским). Государственный институт по изучению преступности и преступника. М.: Издательство Народного комиссариата внутренних дел, 1927.
- В борьбе с детской преступностью: очерки жизни и быта Московского трудового дома для несовершеннолетних правонарушителей (с Б.С. Утевским). Государственный институт по изучению преступности и преступника. М.: Издательство Народного Комиссариата Внутренних Дел РСФСР, 1927.
- Советское пенитенциарное право (с Б. С. Утевским). Государственный институт по изучению преступности и преступника. М.: Юридическое издательство НКЮ РСФСР, 1927.
- Les prisons en U.R.S.S. Париж: Bureau d'Éditions de Diffusion & de Publicité, 1927.
- Gefängnisse in der Sowjetunion (Emilian Schirwindt). Вена—Берлин: Verlag für Literatur und Politik, 1927.
- Russian Prisons. Лондон: International class war prisoners' aid, 1928.
- Основы и задачи советской уголовной политики. Российская ассоциация научно-исследовательских институтов общественных наук, Институт советского строительства и права (Коммунистическая академия). М.: Госиздат, 1929.
- Текущие вопросы административного строительства. М., 1930.
- Советское исправительно-трудовое право (с Б. С. Утевским). М.: Госюриздат, 1931 и 1957.
- К 40-летию исправительно-трудовой политики Советского государства. М., 1957.

#### Под редакцией Е. Г. Ширвиндта
- Проблемы преступности. Выпуски 1, 2, 3 и 4. Государственный институт по изучению преступности и преступника. М.: Госиздат, 1926, 1927, 1928 и 1929.
- Уголовный кодекс: редакция 1926 г. М.: Издательство Народного комиссариата внутренних дел, 1927.
- Классовая борьба и преступность. М., 1930.